# Zapateira (Lugo)
Zapateira (llamada oficialmente A Zapateira) es una aldea española situada en la parroquia de Cereixa, del municipio de Puebla del Brollón, en la provincia de Lugo, Galicia.

## Demografía
| Gráfica de evolución demográfica de Zapateira entre 2000 y 2020 |
|                                                                 |
| Datos según el nomenclátor publicado por el INE.                |